# Anna Strasberg
Anna Strasberg, nata Anna Mizrahi (Caracas, 16 aprile 1939 – New York, 6 gennaio 2024), è stata un'attrice venezuelana naturalizzata statunitense.

## Biografia
Nota anche come Anna Mazraki, sposò Lee Strasberg nel 1968. Grazie al testamento di Marilyn Monroe, della quale fu insegnante di recitazione insieme al marito, ricavò moltissimo e decise di curare il Marilyn Monroe Theater e il Marilyn Monroe Museum (la prima era una sala del più noto Lee Strasberg Theatre and Film Institute, che curò personalmente). Ebbe tra i suoi allievi Michel Altieri.
Recitò in alcuni film cinematografici e televisivi negli anni '60 e poi negli anni '80.
Morì a New York il 6 gennaio 2024 all'età di 84 anni.

## Filmografia
- Extraña invasión (1965)
- La ragazza dalla calda pelle (Riot on Sunset Strip), regia di Arthur Dreifuss (1967)
- Squadra speciale anticrimine (The Felony Squad) – serie TV, episodi 1x25-2x13-2x14 (1967)
- Winter of the Witch (1969), film per la televisione
- Qualcosa di biondo (1984)
- Mamma Lucia (1988), miniserie TV